# Weickershof
Weickershof (fränkisch umgangssprachlich: Schnooga-huhf) ist ein Gemeindeteil des Marktes Lichtenau im Landkreis Ansbach (Mittelfranken, Bayern). Weickershof liegt in der Gemarkung Lichtenau.

## Geografie
Die Einöde liegt inmitten eines Golfplatzes. Dort entspringt der Weikersbach, ein rechter Zufluss der Fränkischen Rezat. Nördlich des Ortes liegt der Grüttenberg (443 m ü. NHN). Der Ort liegt etwas abseits der Kreisstraße AN 27, die nach Lichtenau (1,7 km nordöstlich) bzw. nach Oberrammersdorf führt (2 km südwestlich).

## Geschichte
Der Ort wurde 1512 als „Schnockenhoff“ erstmals schriftlich erwähnt, 1515 als „zu dem Weyckershof“. Der Ortsname bedeutet Hof, bei dem es viele Stechmücken gibt bzw. zum Hof des Wighard. Der ursprüngliche Ortsname dürfte der letztgenannte sein, in der Mundart hat sich jedoch der Spottname durchgesetzt.
Im Salbuch des nürnbergischen Pflegamts Lichtenau von 1515 wurde für den Ort ein Dienstbauer mit 6 Tagewerk Wiesen verzeichnet. In der Amtsbeschreibung des Pflegamtes Lichtenau aus dem Jahr 1748 zählte der Ort zur Hauptmannschaft Sachsen. Es gab eine Untertansfamilie. Gegen Ende des 18. Jahrhunderts gab es in Weickershof zwei Halbhöfe. Das Hochgericht und die Grundherrschaft übte das Pflegamt Lichtenau aus.
Im Rahmen des Gemeindeedikts wurde Weickershof dem 1808 gebildeten Steuerdistrikt Lichtenau und der 1810 gegründeten Ruralgemeinde Lichtenau zugeordnet. 1818 stellte Boxbrunn einen Antrag, mit dem Weickershof und Stritthof eine eigene Gemeinde bilden zu können, der jedoch abgelehnt wurde.

### Ehemaliges Baudenkmal
- Haus Nr. 2: zugehörig Scheune, Fachwerkobergeschoss, 1753

### Einwohnerentwicklung
| Jahr      | 001818 | 001840 | 001861 | 001871 | 001885 | 001900 | 001925 | 001950 | 001961 | 001970 | 001987 |
| Einwohner | 14     | 18     | 19     | 18     | 15     | 14     | 13     | 20     | 7      | 8      | 8      |
| Häuser    | 2      | 2      |        |        | 2      | 2      | 2      | 2      | 2      |        | 2      |
| Quelle    | [ 13 ] | [ 14 ] | [ 15 ] | [ 16 ] | [ 17 ] | [ 18 ] | [ 19 ] | [ 20 ] | [ 21 ] | [ 22 ] | [ 1 ]  |

## Religion
Der Ort ist seit der Reformation evangelisch-lutherisch geprägt und war ursprünglich nach St. Alban (Sachsen bei Ansbach) gepfarrt, seit dem 2. Juli 1809 ist die Pfarrei Dreieinigkeitskirche (Lichtenau) zuständig. Die Einwohner römisch-katholischer Konfession sind nach St. Johannes (Lichtenau) gepfarrt.